# Atacazo
L'Atacazo és un estratovolcà de la Cordillera Occidental, a l'Equador. Es troba uns 25 km al sud-oest de la ciutat de Quito, i s'eleva fins als 4.463 metres sobre el nivell del mar. La darrera erupció de va tenir lloc fa uns 2.300 anys.